# Flórián Tibor (költő)
Flórián Tibor (Selmecbánya, 1908. április 12. – Punte Gorda, Florida, 1986. március 6.) költő, műfordító, újságíró.

## Élete
Az erdélyi örmény Flórián család leszármazottja.  
Középiskolai tanulmányait Szamosújváron és a kolozsvári piarista gimnáziumban végezte, majd a Ferdinand Egyetemen hallgatott jogot. Első verseit az Ellenzék (1928), majd az Új arcvonal és az Új erdélyi antológia közölte. A Keleti Újság, Jóbarát, A Hírnök, Független Újság, Szamosmente s más lapok munkatársa, a KZST tagja.
1935-ben megjelent első önálló verskötete, 1936-ban a következő, mindkettő Kolozsváron. Magyarra fordította Şireagu Octavian vallásos prózaverseit.
1945 tavaszán Németországba került egy sebesültszállító oszlop parancsnokaként. 1948-49-ben Münchenben elnöke volt a Magyar Kulturális Szövetségnek. A Virradat előtt c. kötet az ő összeállításában és szerkesztésében jelent meg Münchenben 1948-ban, a kötet hontalan magyar költők verseit tartalmazza.
1949-ben telepedett le az Amerikai Egyesült Államokban. 1950-től 1973-ig New Yorkban dolgozott, a Szabad Európa Rádió (SZER) amerikai szerkesztőségében. Négy éven át töltötte be a clevelandi Kossuth Könyvkiadó elnöki tisztét. Az Amerikai Erdélyi Szövetség munkájában is részt vett, 1978-tól haláláig az Árpád Akadémia élén állt. Éveken keresztül titkára volt a Hontalan Írók PEN Központja amerikai csoportjának. Élete utolsó szakaszát a Connecticut állambeli New Milfordban töltötte.

## Művei
- Felhők fölött, felhők alatt (versek, Kolozsvár, 1935)
- Vázlatok (versek, Kolozsvár, 1936)
- Krisztus árnyékában, Octavian Şireagu versei (műfordítás, Kolozsvár, 1938)
- A kőtáblák összetörnek (versek, Cham, 1946)
- Mélység fölött (versek, Wulfen, 1948)
- Új versek (München, 1948)
- Keserű gyökéren (versek, New York, 1975)
- Venezuelai tollrajzok (versek, Caracas, 1984)